# Ghezala
Ghezala (arabisch غزالة, DMG Ġazāla) ist eine tunesische Stadt im Gouvernement Bizerte mit 5.490 Einwohnern (Stand: 2004).

## Geographie
Etwa 35 Kilometer nordöstlich von Ghezala befindet sich die Stadt Bizerte. Südlich von Ghezala befindet sich der Ghezala Stausee.

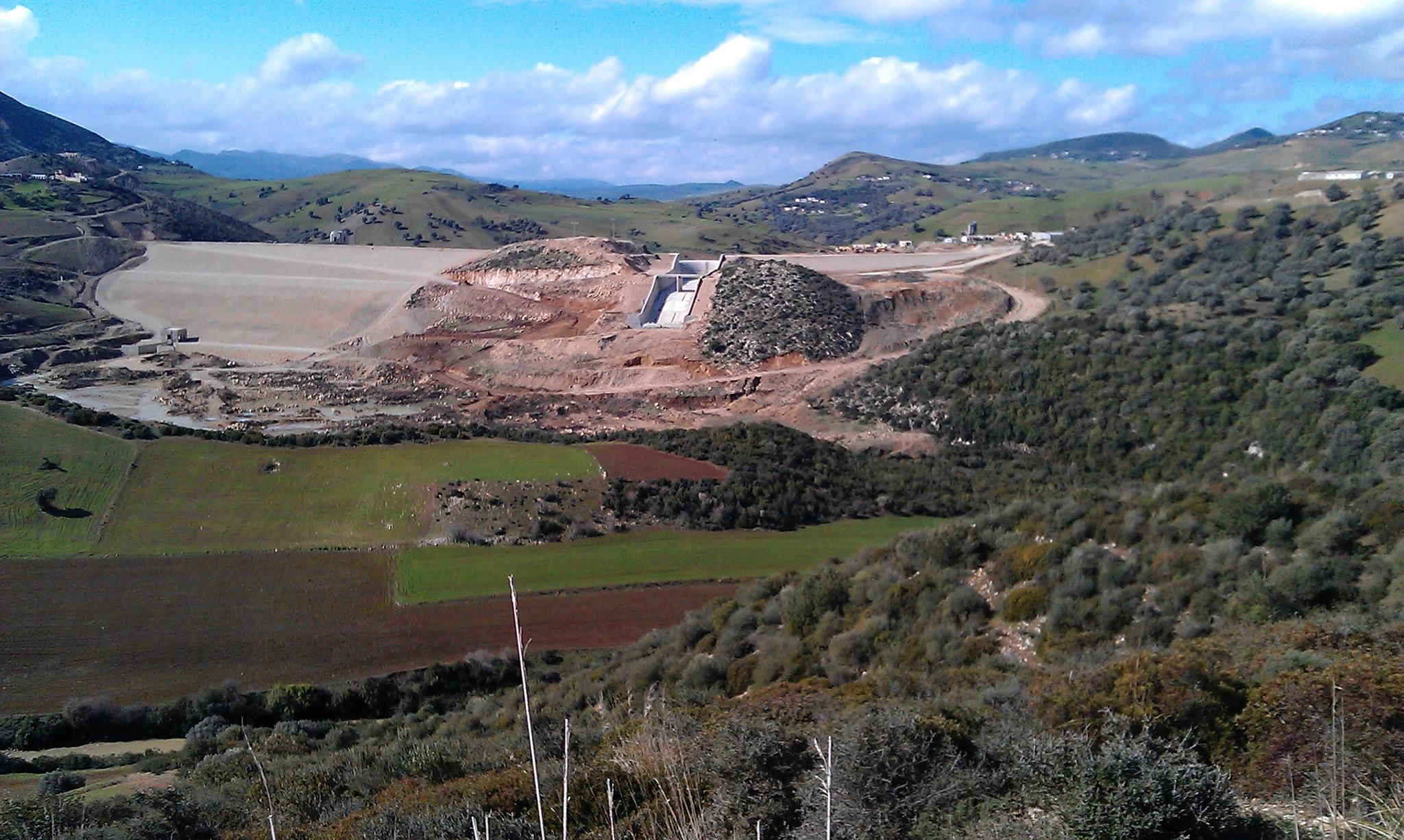
Staudamm bei Ghezala
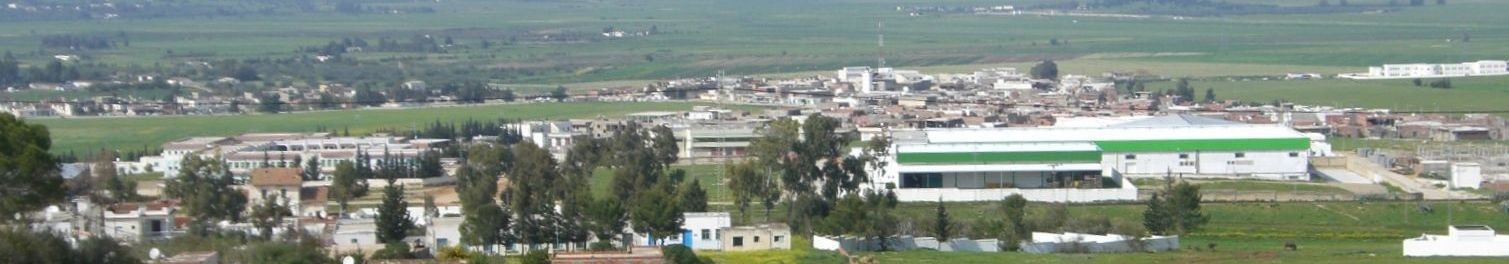
Panorama von Ghezala